# Кинсбург (Њу Џерзи)
Кинсбург (енгл. Keansburg) град је у америчкој савезној држави Њу Џерзи.

## Демографија
По попису из 2010. године број становника је 10.105, што је 627 (-5,8%) становника мање него 2000. године.
| Група             | 2000.         | 2010.         |
| Белци             | 9.403 (87,6%) | 7.616 (75,4%) |
| Афроамериканци    | 229 (2,1%)    | 664 (6,6%)    |
| Азијати           | 132 (1,2%)    | 172 (1,7%)    |
| Хиспаноамериканци | 853 (7,9%)    | 1.493 (14,8%) |
| Укупно            | 10.732        | 10.105        |